# Lakomaer Teiche
Lakomaer Teiche este o arie protejată (sit de importanță comunitară — SCI) din Germania întinsă pe o suprafață de 306,08 ha, integral pe uscat.

## Localizare
Centrul sitului Lakomaer Teiche este situat la coordonatele 51°48′09″N 14°24′01″E / 51.8025°N 14.4003°E.

## Înființare
Situl Lakomaer Teiche a fost declarat sit de importanță comunitară în ianuarie 2004 pentru a proteja 6 specii de animale.

## Biodiversitate
Situată în ecoregiunea continentală, aria protejată conține 4 habitate naturale: Ape stătătoare oligotrofe până la mezotrofe, cu vegetație de Littorelletea uniflorae și/sau de Isoëto-Nanojuncetea, Lacuri eutrofice naturale cu vegetație de tip Magnopotamion sau Hydrocharition, Cursuri de apă de la nivel de câmpie la nivel montan, cu vegetație Ranunculion fluitantis și Callitricho-Batrachion, Liziere de ierburi înalte hidrofile de câmpie și de nivel montan până la alpin.
La baza desemnării sitului se află mai multe specii protejate:
- amfibieni (1): buhai de baltă cu burta roșie (Bombina bombina)
- mamifere (2): vidră de râu (Lutra lutra), liliac de iaz (Myotis dasycneme)
- nevertebrate (3): fluturele purpuriu (Lycaena dispar), Ophiogomphus cecilia, Osmoderma eremita